# Волноваха
Волнова́ха (укр. Волнова́ха) — город на юго-западе Донецкой области Украины, административный центр Волновахского района и Волновахской городской общины. Железнодорожный узел, железнодорожная станция.
Во время вторжения России на Украину в 2022 году город был почти полностью уничтожен в результате продолжительных боёв между вооружёнными силами Украины и Российской Федерации, а также поддерживаемых ею ДНР и ЛНР. 6 марта 2022 года указом президента Украины Владимира Зеленского Волновахе было присвоено звание «Город-герой Украины». 11 марта 2022 года Минобороны России заявило о взятии города силами ДНР.

## География
Город расположен в 60 км к юго-западу от Донецка, на автотрассе H20 Славянск — Донецк — Мариуполь.
Вблизи города — одна из самых высоких точек Приазовской возвышенности — гора Могила Гончариха (278 м). К северо-западу от Волновахи — Великоанадольский лесной массив, заложенный в 1840-х годах учёным-лесоводом В. Е. Граффом — первое лесонасаждение в украинской степи, эталон степного лесоразведения (площадь — 2 500 га). В лесничестве Великоанадольского лесного массива находится дендропарк, в котором произрастают десятки пород деревьев и кустарников, собрана большая коллекция их экзотических видов из разных стран мира.
Половина занятых в народном хозяйстве трудилась на предприятиях железнодорожного транспорта. Основные промышленные предприятия: заводы строительных материалов, асфальтобетонные, молочный, хлебный, комбинат хлебопродуктов.

### Физико-географическое положение
Город занимает территорию 21 км2, из них 59 % под застройкой. На одного жителя приходится 448 м² зелёных насаждений. На западной окраине микрорайона Северного и ЦРБ, а также на окраине района ПМК проходит лесопосадка. В городе находится исток реки Мокрая Волноваха. Волноваха находится в 60 км от Азовского моря.

### Климат
Так как город находится в степи, здесь очень много ветреных дней. В среднем в году 50 дождливых дней и 25 дней, когда идет снег. Большинство осадков выпадает в июне и в июле. Период без заморозков длится в среднем 200 дней.
Осень наступает в третьей декаде сентября и длится до второй половины ноября. Со второй половины октября начинаются ночные заморозки, в отдельные годы бывают и в первой половине месяца, редко в сентябре. В ноябре (редко в октябре) выпадает первый снег, почти каждый год в это время образуется временный снежный покров на несколько дней, в отдельные годы в конце месяца образуется устойчивый снежный покров. Зима наступает в середине-конце ноября, иногда в начале- середине декабря, когда среднесуточная температура устойчиво опускается ниже нуля. Средняя температура зимы −3 градуса. Устойчивый снежный покров устанавливается в середине декабря, во время частых оттепелей в течение зимы он подтаивает и нередко полностью сходит, но вскоре образуется вновь. В самый холодный период зимы температура достигает −20 −25 градусов, что бывает почти каждый год от нескольких дней до двух недель. Такое случается в основном при северо-восточном ветре, гонящим охлажденный воздух с районов Сибири. Очень редко бывает −30 −32 градуса (последний раз в январе 2006 года). Самая низкая температура (−32 градуса) была зафиксирована 11 января 1950 года. Весна наступает в первой декаде марта, иногда позже, нередко в третьей декаде февраля, когда среднесуточная устойчиво температура поднимается выше нуля и длится до начала- середины мая. Почки на деревьях появляются в середине апреля, а листья в первой половине мая. В жаркие годы уже в конце апреля температура может достигать выше +30 градусов. Лето начинается в первой половине мая и длится до середины, иногда до конца сентября. Его средняя температура +22 градуса. Самая высокая температура (+40 градусов) была зафиксирована 10 августа 2010 года. За год выпадает 480—500 мм осадков. Самый теплый месяц — июль, со средней температурой +21,6 градусов, а самый холодный месяц — январь, со средней температурой −6 градусов. В городе работает метеостанция.

Иногда случаются погодные аномалии. Так, например, в 2001 и в 2017 году пошёл снег в конце апреля после продолжительной теплой погоды. Зелёные деревья стояли в снегу, что привело к неурожаю некоторых видов фруктов. А 3 октября 1999 года была жара +33 градуса, и в этот же день в 2013 году было +2 градуса и шёл мокрый снег — оба показателя являются значительным отклонением он многолетней нормы. Также в ночь с 29 на 30 ноября 2010 года была сильная гроза, а уже в ночь с 1 на 2 декабря началась метель и установился снежный покров. 16 февраля 2016 года была зафиксирована небывалая для зимы температура +19 в тени, что стало историческим максимумом зимней температуры в этом регионе.
| Показатель                                                                | Янв.  | Фев.  | Март | Апр.  | Май  | Июнь | Июль | Авг. | Сен. | Окт. | Нояб. | Дек.  | Год   |
| ------------------------------------------------------------------------- | ----- | ----- | ---- | ----- | ---- | ---- | ---- | ---- | ---- | ---- | ----- | ----- | ----- |
| Абсолютный максимум, °C                                                   | 13,0  | 19,0  | 21,3 | 31,0  | 34,6 | 38,0 | 37,8 | 40,0 | 33,9 | 32,7 | 20,5  | 15,0  | 40,0  |
| Средний суточный максимум, °C                                             | −1,3  | −0,9  | 5,3  | 14,5  | 20,9 | 24,8 | 27,3 | 26,8 | 20,7 | 13,1 | 8,5   | −0,3  | 13,3  |
| Средняя температура, °C                                                   | −4    | −3,9  | 1,6  | 9,5   | 15,5 | 19,3 | 21,6 | 20,9 | 15,4 | 8,8  | 3,7   | −2,8  | 8,8   |
| Средний суточный минимум, °C                                              | −6,7  | −7    | −2,1 | 4,6   | 10,0 | 13,8 | 15,9 | 15,0 | 10,0 | 4,5  | −1,1  | −5,4  | 4,3   |
| Абсолютный минимум, °C                                                    | −32,2 | −31,1 | −21  | −10,6 | −2,4 | 2,1  | 6,0  | 2,2  | −6   | −10  | −22,2 | −28,5 | −32,2 |
| Норма осадков, мм                                                         | 37    | 32    | 34   | 38    | 46   | 65   | 51   | 37   | 36   | 37   | 38    | 41    | 492   |
| Источник: Погода и климат. Архивировано из первоисточника 27 ноября 2012. |       |       |      |       |      |      |      |      |      |      |       |       |       |

## Население
Количество на начало года.
| Год  | Количество жителей |
| ---- | ------------------ |
| 1897 | 200                |
| 1923 | 2069               |
| 1933 | 7922               |
| 1933 | 8180               |
| 1939 | 15261              |
| 1958 | 20000              |
| 1959 | 20199              |
| 1964 | 22000              |
| 1970 | 24427              |
| 1979 | 25411              |
| 1989 | 26371              |
| 1992 | 26700              |
| 1994 | 27000              |
| 1998 | 26400              |
| 2002 | 24647              |
| 2003 | 24527              |
| 2004 | 24295              |
| 2005 | 23991              |
| 2006 | 23830              |
| 2007 | 23750              |
| 2008 | 23626              |
| 2009 | 23454              |
| 2010 | 23484              |
| 2011 | 23442              |
| 2012 | 23370              |
| 2013 | 23305              |
| 2014 | 23164              |
| 2015 | 22988              |
| 2016 | 22745              |
| 2017 | 22502              |
| 2018 | 22149              |
| 2019 | 21902              |
| 2020 | 21678              |
| 2021 | 21441              |

По данным переписи 2001 года украинцы составляли 75,06 % населения города, русские — 19,98 %, греки — 2,52 %.

### Языковой состав
Родной язык населения по данным переписи 2001 года:
| Язык       | Численность, чел. | Доля     |
| ---------- | ----------------- | -------- |
| Украинский | 10 346            | 42,45 %  |
| Русский    | 13 721            | 56,30 %  |
| Другое     | 306               | 1,25 %   |
| Итого      | 24 373            | 100,00 % |

## История

### Дореволюционный период
Поселение основано как железнодорожная станция в 1881 году во время строительства Екатерининской железной дороги.
В начале XX века в Волновахе было 45 дворов, проживало около 250 человек. К 1915 году насчитывалось 108 дворов и 634 жителя. Имелись лавка, базар, частная пекарня, школа. К 1905 году станция стала узловой. В 1908 году в Волноваху из Дебальцева была переведена школа артельных старост — первая в России школа по подготовке мастеров (артельных старост) для строительства железных дорог.
В 1895 году на станции построили вокзал, в 1896 году — паровозное депо, в 1900 году между Юзовкой и Мариуполем через Волноваху проложены вторые пути.
До революции 1917 года входила в состав Николаевской волости Мариупольского уезда Екатеринославской губернии.

### 1917—1939
С началом Гражданской войны Волноваха вошла в состав Вольной территории. В октябре 1919 года на подступах к Волновахе шли упорные бои частей ВСЮР и отрядов Революционной повстанческой армии Украины (махновцев), в ходе которых контроль над городом на некоторое время перешёл к ВСЮР. Однако через несколько месяцев силы ВСЮР отступили, а Волноваха снова вернулась к махновцам, по сути став пограничной базой вплоть до захвата города Красной Армией в 1920 году.
В начале 1920 года посёлок входил в Мариупольский уезд, а с июня — в Юзовский район Донецкой губернии. В августе 1920 года вместо волости был создан Волновахский подрайон Юзовского района.
В 1923 году Волноваха стала посёлком городского типа и включена в состав Стретенского (с октября 1923 года Октябрьский) района Мариупольского округа. Вскоре Волноваха стала центром Октябрьского района. В августе 1930 года Октябрьский район переименован в Волновахский. Статус города получен в 1938 году.
Развитию железнодорожного узла и посёлка способствовала индустриализация страны. В годы первых пятилеток построены хлебозавод, завод безалкогольных напитков, пищекомбинат, типография. Население Волновахи в 1939 году составило 15,3 тыс. чел. Тут работали две средние и семилетняя школы, две больницы, поликлиника, детский сад, стадион, фабрика-кухня, дворец культуры, 3 библиотеки, около 20 магазинов. В черте города находились два колхоза и совхоз.

### Вторая мировая война
13 октября 1941 года город захвачен немецкими войсками.
Волноваха освобождена от германских войск советскими войсками Южного фронта Красной армии в ходе Донбасской операции 10 сентября 1943 года:
- 2-й гвардейской армии в составе: 3-й гв. стрелковая дивизия (генерал-майор Цаликов, Кантемир Александрович) 1-го гв. стрелкового корпуса (генерал-майор Миссан, Иван Ильич); 2-го гвардейского мехкорпуса (генерал-лейтенант Свиридов, Карп Васильевич) в составе: 6-й гв. мехбригады (полковник Артёменко, Василий Михайлович), 5-й гв. мбр (полковник Сафронов, Фёдор Андреевич).
- 11-й тк (генерал-майор т/в Радкевич, Николай Николаевич) в составе: 20-й тбр (полковник Константинов, Николай Павлович), 36-й тбр (подполковник Жариков, Иван Алексеевич), 65-й тбр (полковник Шевченко, Александр Иосифович), 12-й мсбр (подполковник Жаров, Ефим Иванович), 1493-го самоходного артполка (майор Вартанов, Михаил Микиртунович).
- 5-го гв. кавкорпус (генерал-майор Селиванов, Алексей Гордеевич): 11-я гв. кавдивизия (полковник Сланов, Леонид Алексеевич).
- 8-й воздушной армии в составе: 3-го иак (генерал-майор ав. Савицкий, Евгений Яковлевич) в составе: 265-й иад (подполковник Карягин, Александр Александрович), части войск 278-й иад (полковник Лисин, Василий Тимофеевич); части войск 6-й гв. иад (полковник Сиднев, Борис Арсеньевич).

Войскам, участвовавшим в освобождении Волновахи и других городов, приказом Верховного Главнокомандующего И. В. Сталина от 10 сентября 1943 года объявлена благодарность и в столице СССР г. Москве дан салют 12-ю артиллерийскими залпами из 124 орудий.
Приказом Верховного Главнокомандующего 10 сентября 1943 года 3-й гвардейской стрелковой дивизии (генерал-майор Цаликов, Кантемир Александрович), 11-й гвардейской казачьей кавалерийской дивизии (полковник Сланов, Леонид Алексеевич), 5-й гвардейской механизированной бригаде (полковник Сафронов, Фёдор Андреевич), 6-й гвардейской механизированной бригаде (полковник Артёменко, Василий Михайлович), 12-й мотострелковой бригаде (подполковник Жаров, Ефим Иванович), 65-й танковой бригаде (полковник Шевченко, Александр Иосифович) было присвоено наименование «Волновахских».

### Послевоенные годы
За годы после Великой Отечественной войны Волноваха стала крупным центром пищевой промышленности и строительной индустрии.
В 1949 году полностью было завершено восстановление городского коммунального хозяйства. Протяженность водопровода увеличилась вдвое по сравнению с довоенным периодом. В Волновахе появились новый Дом культуры, детский комбинат. В жилых кварталах было высажено свыше 5 тысяч деревьев и 20 тысяч кустарников.
В 1950-е годы ускоренными темпами развивались пищевая промышленность и строительная индустрия. Коренным образом был реконструирован молочный завод, он стал перерабатывать молока в три раза больше. Значительно расширились мощности и пищевкусовой фабрики: были построены новые цеха газированных и фруктовых вод, консервирования, кондитерский и другие. В результате годовой объём выпускаемой продукции увеличился вдвое. Укреплялась экономика колхозов и совхозов района. Ряд специализированных организации города широко развернул строительство на селе. Только Волновахский «Межколхозстрой» ежегодно стал сдавать в эксплуатацию здания и сооружения стоимостью до миллионов рублей. Создаются механизированные столярные и деревообрабатывающие цехи, завод сборного железобетона. В 1957 году в районе организуется Волновахское объединение «Сельхозтехника» с современными мастерскими, складами для хранения удобрений и химикатов, большим парком автомашин. В 1958 году вступили в строй новые цеха комбината хлебопродуктов.

### Российско-украинская война
22 мая 2014 года состоялся бой под Волновахой между вооружёнными отрядами ДНР и бойцами батальона 51-й бригады ВСУ. После этого город оказался под контролем украинских властей.
13 января 2015 года недалеко от Волновахи с территории, контролировавшейся ДНР, был обстрелян из РСЗО «Град» рейсовый автобус «Донецк — Златоустовка». Были убиты 12 и ранены 18 гражданских лиц.
1 марта 2022 года в районе города происходили боевые столкновения между ВСУ с одной стороны и войсками РФ и ДНР с другой. 3 марта верховный комиссар ООН по правам человека Мишель Бачелет сообщила, что город почти полностью уничтожен обстрелами, а оставшиеся жители прячутся в подвалах. 11 марта Минобороны России объявило, что город перешёл под контроль ДНР. На следующий день председатель Донецкой областной военно-гражданской администрации Павел Кириленко заявил, что после боевых действий и эвакуации населения город фактически перестал существовать. 16 марта Кириленко подтвердил захват города войсками РФ.
Поздно вечером 27 октября 2023 года в оккупированной ВС РФ Волновахе была застрелена семья из девяти человек, включая двоих детей. Убийство было совершено ночью, тела убитых находятся в кроватях. Соседи и родственники утверждают, что убийство совершил российский военный. По различным сообщениям, военный из Чечни хотел забрать у семьи или спиртное, или дом. 30 октября власти РФ по подозрению в убийстве задержали двоих подозреваемых российских солдат-контрактников с Дальнего Востока.

## Экономика
Узел железнодорожных линий на Донецк, Запорожье, Мариуполь. Предприятия железнодорожного транспорта. Заводы: колбасный, строительных материалов, асфальтобетонные, молочный, хлебный, комбинат хлебопродуктов. Половина занятых в народном хозяйстве трудилась на предприятиях железнодорожного транспорта.

## Социальная сфера
В городе расположены: краеведческий музей, две поликлиники, две больницы, три библиотеки, сеть аптек и магазинов; 7 среднеобразовательных школ, станция юных техников, районный центр культуры и досуга, школа искусств. Дворец детского и юношеского творчества, профессионально-техническое училище.

## Достопримечательности
- Центр национальных культур (ул. Куинджи)
- Центр культуры и отдыха (ул. Центральная)
- Волновахская ЦРБ (ул. Матросова)
- Великоанадольский лес (1 км к северо-западу от города)
- Краеведческий музей (ул. 1-го Мая)

Памятники
- Памятник воинам-афганцам. Открыт 19 сентября 2012 года[38].
- Памятник В. И. Ленину (ул. Центральная, центральный парк) был демонтирован 31 октября 2015 года[39] (снесён: фундамент остался, памятник нет).
- Памятник погибшим в Великой Отечественной войне
- Памятник погибшим танкистам
- Памятник «130 лет железной дороге»
- Памятник «Козак» (бывший памятник В. И. Чапаеву)[40] (демонтирован)

## Топографические карты
- Лист карты L-37-15 Волховаха. Масштаб: 1 : 100 000. Состояние местности на 1988 год. Издание 1993 г.
- Лист карты L-37-16 Донское. Масштаб: 1 : 100 000. Состояние местности на 1988 год. Издание 1993 г.